# Министарство одбране Републике Србије
Министарство одбране Републике Србије је ресор Владе Републике Србије задужен за одбрану државе од унутрашњих и спољашњих војних претњи. Актуелни министар одбране је Братислав Гашић. Зграда министарства се налази на општини Савски венац у Бирчаниновој улици број 5.

## Списак министара

### Кнежевина Србија
- Иполит Монден (министар војске), 10. април 1862 — 2. април 1865.
- Миливоје Петровић Блазнавац (министар војске), 2. април 1865 — 21. јун 1868.
- Јован Белимарковић (министар војске), 21. јун 1868 — 10. август 1872.
- Миливоје Петровић Блазнавац (министар војске), 10. август 1872 — 23. март 1873.
- Јован Белимарковић (министар војске), 23. март 1873 — 2. април 1873.
- Милојко Лешјанин (министар војске), 2. април 1873 — 22. октобар 1873.
- Коста Протић (министар војске), 22. октобар 1873 — 19. август 1875.
- Тихомиљ Николић (министар војске), 19. август 1875 — 4. новембар 1876.
- Сава Грујић (министар војске), 4. новембар 1876 — 1. октобар 1878.
- Јован Мишковић (министар војске), 1. октобар 1878 — 21. октобар 1880.
- Милојко Лешјанин (министар војске), 21. октобар 1880 — 12. фебруар 1882.

### Краљевина Србија
- Тихомиљ Николић (министар војске), 12. фебруар 1882 — 21. септембар 1883.
- Јован Петровић (министар војске), 21. септембар 1883 — 24. новембар 1885.
- Драгутин Франасовић (министар војске), 24. новембар 1885 — 23. март 1886.
- Ђура Хорватовић (министар војске), 23. март 1886 — 5. фебруар 1887.
- Петар Топаловић (министар војске), 5. фебруар 1887 — 1. јун 1887.
- Антоније Богићевић (министар војске), 1. јун 1887 — 5. јул 1887.
- Сава Грујић (министар војске), 5. јул 1887 — 14. април 1888.
- Коста Протић (министар војске), 14. април 1888 — 22. фебруар 1889.
- Димитрије Ђурић (министар војске), 22. фебруар 1889 — 16. март 1890.
- Сава Грујић (министар војске), 16. март 1890 — 11. фебруар 1891.
- Радован Милетић (министар војске), 11. фебруар 1891 — 7. мај 1891.
- Јован Прапорчетовић (министар војске), 7. мај 1891 — 21. март 1892.
- Димитрије Ђурић (министар војске), 21. март 1892 — 9. август 1892.
- Антоније Богићевић (министар војске), 9. август 1892 — 1. април 1893.
- Драгутин Франасовић (министар војске), 1. април 1893 — 4. јун 1893.
- Сава Грујић (министар војске), 4. јун 1893 — 12. јануар 1894.
- Милован Павловић (министар војске), 12. јануар 1894 — 25. јун 1895.
- Драгутин Франасовић (министар војске), 25. јун 1895 — 17. децембар 1896.
- Јован Мишковић (министар војске), 17. децембар 1896 — 11. октобар 1897.
- Драгомир Вучковић (министар војске), 11. октобар 1897 — 10. децембар 1899.
- Јован Атанацковић (министар војске), 10. децембар 1899 — 12. јул 1900.
- Милош Васић (министар војске), 12. јул 1900 — 27. април 1901.
- Божидар Јанковић (министар војске), 27. април 1901 — 3. август 1901.
- Чедомиљ Миљковић (министар војске), 3. август 1901 — 21. децембар 1901.
- Василије Антонић (министар војске), 21. децембар 1901 — 7. октобар 1902.
- Милован Павловић (министар војске), 7. октобар 1902 — 29. маја 1903.
- Јован Атанацковић (министар војске), 29. маја 1903 — 2. август 1903.
- Леонид Соларевић (министар војске), 2. август 1903 — 21. септембар 1903.
- Милан Андрејевић (министар војске), 21. септембар 1903 — 26. јануар 1904.
- Радомир Путник (министар војске), 26. јануар 1904 — 16. мај 1905.
- Василије Антонић (министар војске), 16. мај 1905 — 1. март 1906.
- Сава Грујић (министар војске), 1. март 1906 — 17. април 1906.
- Радомир Путник (министар војске), 17. април 1906 — 30. март 1908.
- Степа Степановић (министар војске), 30. март 1908 — 23. децембар 1908.
- Михаило Живковић (министар војске), 23. децембар 1908 — 1. октобар 1909.
- Милутин Мариновић (министар војске), 11. октобар 1909 — 4. март 1910.
- Илија Гојковић (министар војске), 4. март 1910 — 24. фебруар 1911.
- Степа Степановић (министар војске), 24. фебруар 1911 — 22. мај 1912.
- Радомир Путник (министар војске),  22. мај 1912 — 19. септембар 1912.
- Радивоје Бојовић (министар војске), 19. септембар 1912 — 3. јануар 1913.
- Милош Божановић (министар војске), 3. јануар 1913 — 4. јануар 1914.
- Душан Стефановић (министар војске), 4. јануар 1914 — 22. новембар 1914.
- Радивоје Бојовић (министар војске), 14. децембар 1914 — 6. децембар 1915.
- Божидар Терзић (министар војске), 6. децембар 1915 — 31. маја 1918.
- Михаило Рашић (министар војске), 24. јун 1918 — 1. децембар 1918.

### Краљевина Југославија
- Михаило Рашић (министар војске и морнарице), 1. децембар 1918 — 30. март 1919.
- Стеван Хаџић (министар војске и морнарице), 30. март 1919 — 19. фебруар 1919.
- Бранко Јовановић (министар војске и морнарице), 19. фебруар 1919 — 26. март 1921.
- Стеван Хаџић (министар војске и морнарице), 24. мај 1921 — 18. јул 1921.
- Миливоје Зечевић (министар војске и морнарице), 18. јул 1921 — 3. јануар 1922.
- Милош Васић (министар војске и морнарице), 3. јануар 1922 — 4. новембар 1922.
- Петар Пешић (министар војске и морнарице), 4. новембра 1922 — 27. јул 1924.
- Стеван Хаџић (министар војске и морнарице), 27. јул 1924 — 6. новембар 1924.
- Душан Трифуновић (министар војске и морнарице), 6. новембар 1924 — 24. децембар 1926.
- Стеван Хаџић (министар војске и морнарице), 24. децембар 1926.  —  6. април 1931.
- Драгомир Стојановић (министар војске и морнарице), 6. април 1931 — 18. април 1934.
- Милан Ж. Миловановић (министар војске и морнарице), 18. април 1934 — 22. октобар 1934.
- Петар Живковић (министар војске и морнарице), 22. октобар 1934 — 8. март 1936.
- Љубомир Марић (министар војске и морнарице), 8. март 1936 — 25. август 1938.
- Милутин Недић (министар војске и морнарице), 25. август 1938 — 26. август 1939.
- Милан Недић (министар војске и морнарице), 26. август 1939 — 7. новембар 1940.
- Петар Пешић (министар војске и морнарице), 7. новембар 1940 — 27. март 1941.
- Богољуб Илић (министар војске и морнарице), 27. март 1941 — 21. август 1941.
- Богољуб Илић (министар војске), 21. август 1941 — 11. јануара 1942.
- Душан Симовић (министар ваздухопловства и морнарице), 21. август 1941 — 11. јануара 1942.
- Драгољуб Михаиловић (министар војске, морнарице и ваздухопловства), 11. јануара 1942 — 1. јул 1944.
- Борисав Ристић (министар војске, морнарице и ваздухопловства), 11. септембар 1944. — 26. јануар 1945.

### СФРЈ
- Јосип Броз Тито (министар одбране), 7. март 1945 — 14. јануар 1953.
- Иван Гошњак (министар одбране), 14. јануар 1953 — 18. мај 1967.
- Никола Љубичић (министар одбране, од 30. јула 1971. Савезни секретар за народну одбрану СФРЈ), 18. мај 1967 — 16. мај 1982.
- Бранко Мамула (Савезни секретар за народну одбрану СФРЈ), 16. мај 1982 — 15. мај 1988.
- Вељко Кадијевић (Савезни секретар за народну одбрану СФРЈ), 15. мај 1988 — 8. јануар 1992.
- Благоје Аџић (в.д. Савезни секретар за народну одбрану СФРЈ), 8. јануар 1992 — 8. мај 1992.
- Живота Панић (в.д. Савезни секретар за народну одбрану СФРЈ), 8. мај 1992 — 14. јул 1992.

### СРЈ
- Милан Панић (министар одбране), 14. јул 1992 — 2. март 1993.
- Павле Булатовић (министар одбране), 2. март 1993 — 7. фебруар 2000.
- Драгољуб Ојданић (министар одбране), 15. фебруар 2000 — 4. новембар 2000.
- Слободан Краповић (министар одбране), 4. новембар 2000 — 29. јануар 2002.
- Велимир Радојевић (министар одбране), 29. јануар 2002 — 17. март 2003.

### СЦГ
- Борис Тадић (министар одбране), 17. март 2003 — 16. април 2004.
- Првослав Давинић (министар одбране), 16. април 2004 — 21. октобар 2005.
- Зоран Станковић (министар одбране), 21. октобар 2005 — 4. јун 2006.

### Република Србија
- Зоран Станковић (министар одбране), 4. јун 2006 — 15. мај 2007.
- Драган Шутановац (министар одбране), 15. мај 2007 — 27. јул 2012.
- Александар Вучић (министар одбране), 27. јул 2012 — 2. септембар 2013.
- Небојша Родић (министар одбране), 2. септембар 2013 — 26. април 2014.
- Братислав Гашић  (министар одбране), 26. април 2014 — 5. фебруар 2016.
- Душан Вујовић (в.д.), 5. фебруар 2016 — 2. март 2016.
- Зоран Ђорђевић (министар одбране), 2. март 2016 — 29. јун 2017.
- Александар Вулин (министар одбране), 29. јун 2017. — 28. октобар 2020.
- Небојша Стефановић (министар одбране), 28. октобар 2020 — 26. октобар 2022.
- Милош Вучевић (министар одбране), 26. октобар 2022. — 2. мај 2024.
- Братислав Гашић (министар одбране), 2. мај 2024 — тренутно